# Lurgi-Druckvergaser
Der Lurgi-Druckvergaser dient zur Vergasung von Kohle oder Braunkohle bei erhöhtem Druck im Gegenstrom. Der Vergaser wird entweder kontinuierlich oder im zyklischen Modus betrieben, wobei die Kohle abwechselnd mit Luft und Wasser beaufschlagt wird. Als Nebenprodukte fallen bei diesem Vergasertyp größere Mengen an Kohle-Entgasungsprodukten wie Naphtha, Ammoniak, Teer und Phenole an.

## Verfahren

Schema des Lurgi-Druckvergasers

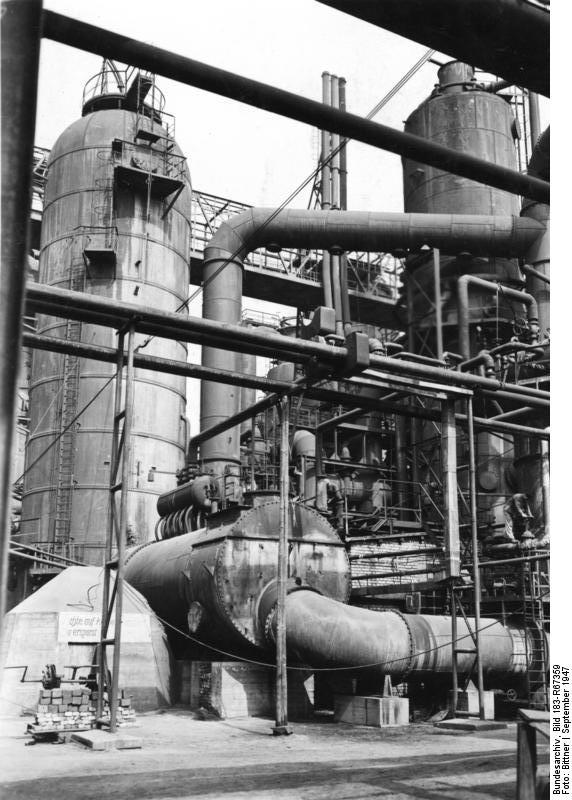
Lurgi-Druckvergaser als Teil der wiedererrichteten Fischer-Tropsch-Anlage im Mineralölwerk Lützkendorf, 1947

Der Vergaser ist als zylindrischer Vertikalreaktor mit äußerem Wassermantel ausgeführt. Die Kohle wird von oben durch eine Doppel-Schleuse in den Generator eingebracht. Diese wandert mit einer Geschwindigkeit von 0,1 bis 0,4 Meter pro Stunde nach unten. Ein Verteiler sowie ein Drehrost verhindern das Verbacken der Kohle. Von unten werden Sauerstoff und Dampf eingeblasen. Durch die aufsteigenden heißen Gase finden im oberen Teil des Vergasers die Trocknung der eingesetzten Kohle sowie eine Desorption der physisorbierten Gase statt. Im Anschluss an die Trocknungszone befindet sich die Reaktionszone, in deren oberen Teil eine Entgasung der Kohle stattfindet. Das entstehende Gas ist daher reich an typischen Entgasungsprodukten und muss nach Verlassen des Reaktors kondensiert werden, um die leicht zu verflüssigenden Anteile abzutrennen und saure Bestandteile wie Kohlendioxid, Schwefelwasserstoff und organische Schwefelverbindungen auszuwaschen. An die Entgasungszone schließt sich die Vergasung der Kohle an. Gemäß dem Boudouard-Gleichgewicht reagiert die heiße Kohle in dieser Zone mit aufsteigendem Kohlendioxid gemäß der Gleichung (1) zu Kohlenmonoxid:
{\displaystyle \mathrm {(1)\ C\ +\ CO_{2}\ \longrightarrow \ 2\ CO} }
In der darauf folgenden Zone findet die Verbrennung der Kohle sowie die Wassergas- und Wassergas-Shift-Reaktion statt gemäß den Gleichungen (2) bis (5):
{\displaystyle \mathrm {(2)\ C\ +\ O_{2}\ \longrightarrow \ CO_{2}} }
{\displaystyle \mathrm {(3)\ C\ +\ H_{2}O\ \longrightarrow \ CO\ +\ H_{2}} }
{\displaystyle \mathrm {(4)\ CO\ +\ H_{2}O\ \longrightarrow \ CO_{2}\ +\ H_{2}} }
{\displaystyle \mathrm {(5)\ 2\ C\ +\ O_{2}\ \longrightarrow \ 2\ CO} }
In der untersten Zone des Generators wird die Asche je nach Verfahrensabwandlung entweder als Asche im herkömmlichen Lurgi Verfahren oder als flüssige Schlacke beim BGL (British Gas Lurgi) Verfahren ausgeschleust.
Der Durchmesser beträgt bei größeren Anlagen circa 3,8 m mit bis zu 32.000 Nm3/h Rohgasdurchsatz. Die Gaszusammensetzung hängt von den gewählten Einsatzkohlen sowie den spezifischen Prozessbedingungen ab. Bei einer typischen Zusammensetzung beträgt der Kohlendioxidanteil etwa 28 bis 33 %; Kohlenmonoxid und Wasserstoff machen circa 60 % des Gasgemisches aus. Eine Erhöhung der Reaktionstemperatur verschiebt das Gleichgewicht stark auf die Seite von Kohlenmonoxid und Wasserstoff, wogegen die Bildung von Kohlendioxid und Methan zurückgedrängt wird.
Der im Mantelrohr erzeugte Dampf kann zur Energieversorgung von sekundären Prozessen wie der Regeneration von Waschlösungen zur Abtrennung saurer Komponenten eingesetzt werden.